# Hiccoda pallida
Hiccoda pallida är en fjärilsart som beskrevs av George Francis Hampson 1893. Hiccoda pallida ingår i släktet Hiccoda och familjen nattflyn. Inga underarter finns listade i Catalogue of Life.